# Mühlbach (Frankenberg)
Mühlbach ist ein Ortsteil der Ortschaft Mühlbach/Hausdorf der Stadt Frankenberg/Sa. im sächsischen Landkreis Mittelsachsen. Die Gemeinde Mühlbach mit ihrem Ortsteil Hausdorf bildet seit der Eingemeindung nach Frankenberg am 1. Januar 1998 die Ortschaft Mühlbach/Hausdorf.

## Geographie

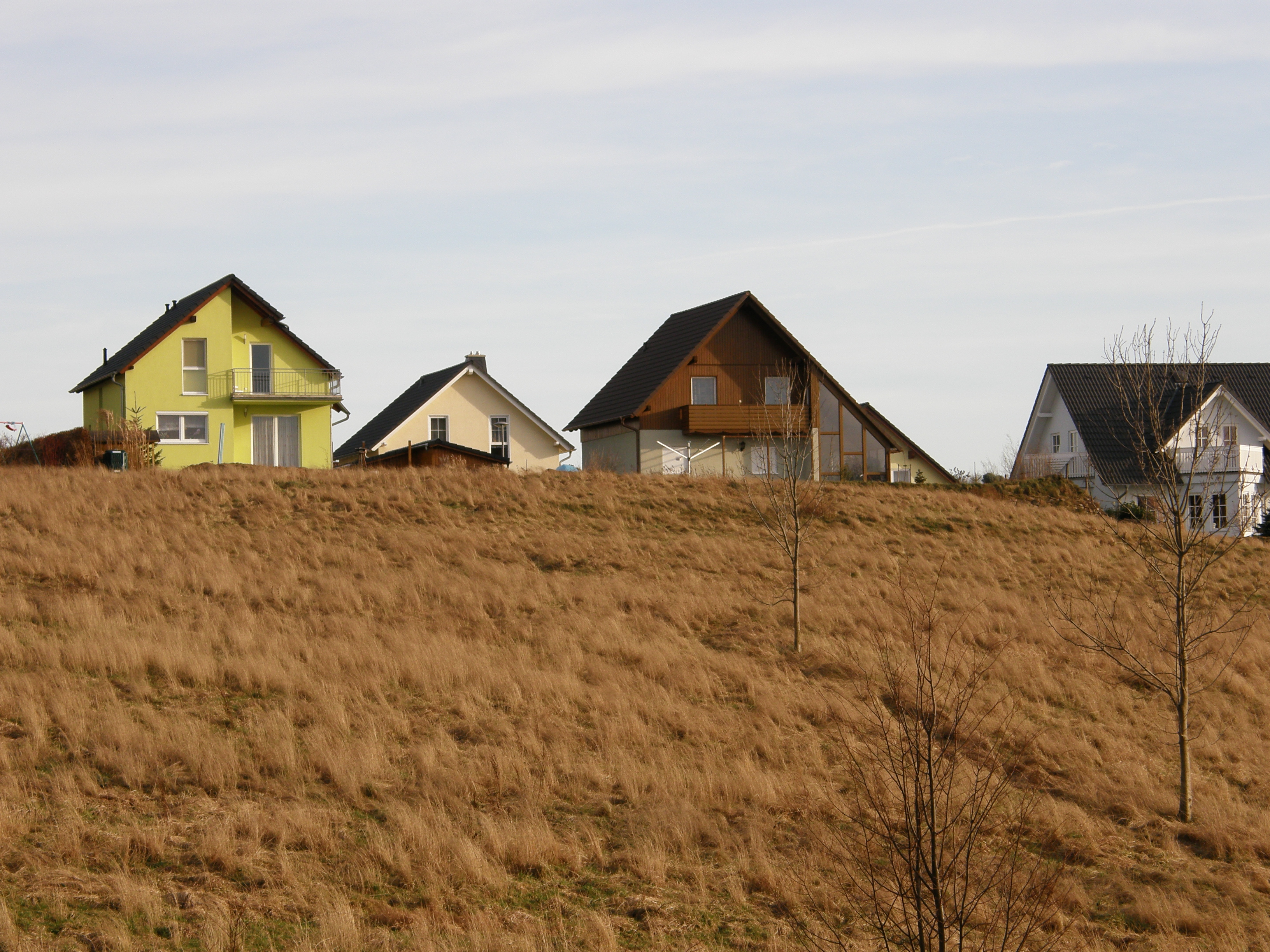
Ortsteil Mühlbach, Januar 2008

### Geographische Lage
Mühlbach befindet sich 2 km südöstlich des Ortszentrums von Frankenberg/Sa. im Tal des namensgebenden Mühlbachs, der in die Zschopau entwässert.

### Nachbarorte
| Frankenberg/Sa. | Dittersbach                                 |                |
| Gunnersdorf     | Kompassrose, die auf Nachbargemeinden zeigt | Langenstriegis |
| Altenhain       | Flöha, Hausdorf                             |                |

## Geschichte
Die erste urkundliche Erwähnung des Waldhufendorfs Mühlbach erfolgte im Jahr 1378 als Molbach, das bedeutet Siedlung an einem Bach, an dem eine Mühle steht. Wahrscheinlich handelt es sich um die Besiedlung der Flur eines älteren wüst liegenden Dorfes. Darauf weist ein Flurname Wüstung hin, der einen großen Teil des Mitteldorfes bezeichnet. Kirchlich gehört der Ort seit jeher zu Frankenberg.
Bezüglich der Grundherrschaft unterstand Mühlbach nach 1551 dem Schloss Sachsenburg, welches im Besitz der Herren von Schönberg war. Im Jahr 1610 kam Mühlbach mit dem durch Erbteilung entstandenen Amt Sachsenburg durch Verkauf von den Herren von Schönberg an den sächsischen Kurfürsten Johann Georg I. Im Jahr 1633 wurden die Ämter Frankenberg und Sachsenburg zum Amt Frankenberg-Sachsenburg vereinigt. Mühlbach wurde im Jahr 1764 als Amtsdorf geführt.
Mühlbach gehörte bis 1856 zum kursächsischen bzw. königlich-sächsischen Amt Frankenberg-Sachsenburg. Ab 1856 gehörte der Ort zum Gerichtsamt Frankenberg und ab 1875 zur Amtshauptmannschaft Flöha.
Mit der zweiten Kreisreform in der DDR kam die Gemeinde Mühlbach im Jahr 1952 zum Kreis Flöha im Bezirk Chemnitz (1953 in Bezirk Karl-Marx-Stadt umbenannt). Der Ort Hausdorf kam am 1. Januar 1974 zu Mühlbach. Nach 1990 entstand entlang des „Mühlbergringes“ eine neue Wohnsiedlung mit Ein- oder Zweifamilienhäusern. Die Einwohnerzahl von Hausdorf/Mühlbach stieg auf insgesamt 2021 (Stand Ende 2007). Die Gemeinde Mühlbach mit ihrem Ortsteil Hausdorf gehörte ab 1990 zum sächsischen Landkreis Flöha. Im Zuge der Ersten Kreisreform in Sachsen 1994 kam die Gemeinde Mühlbach zum Landkreis Mittweida, der im Jahr 2008 im Landkreis Mittelsachsen aufging.
Am 1. Januar 1998 wurde Mühlbach mit Hausdorf nach Frankenberg eingemeindet. Seitdem bilden Mühlbach und Hausdorf den Ortsteil Mühlbach/Hausdorf.